# Museo Cantini
El Museo Cantini (en francés: Musée Cantini) es un museo francés fundado en 1936 y con sede en Marsella que recoge en sus salas arte moderno y contemporáneo y desde 1968 realiza exposiciones de fotografía.
Se encuentra instalado en un edificio construido en 1694 y que tras tener varios propietarios fue comprado por Jules Cantini en 1888 y donado a la ciudad de Marsella en 1916 con el fin de que se construyese un museo que se abrió al público en 1936.

## Colecciones
El museo alberga una de las mayores colecciones públicas francesas del período comprendido entre 1900 y 1960, incluyendo obras del fovismo con autores como Charles Camoin y Othon Friesz; o del puntillismo como Paul Signac; o de los inicios del cubismo con obras de Raoul Dufy, Albert Gleizes, Jacques Villon, Amédée Ozenfant y Henri Laurens; o de la abstracción geométrica con obras de Kandinsky, Frantisek Kupka, Jean Helion, Alberto Magnelli y Julio González; o del expresionismo como Oskar Kokoschka; o del dadaísmo como Francis Picabia; o del surrealismo con obras de Max Ernst, André Masson, Victor Brauner, Joseph Cornell, Roberto Matta y Jean Arp. Así como de artistas posteriores como Pablo Picasso, Fernand Léger, Le Corbusier, Nicolas de Staël, Alberto Giacometti,  Roland Bierge, Balthus, Tàpies, Jean Dubuffet, Francis Bacon, Antonin Artaud y Maria Helena Vieira da Silva.
Su colección de dibujos incluye obras de André Derain, Pierre Bonnard, André Masson, Francis Picabia, Mark Rothko, Pablo Picasso, Edward Hopper, Victor Brauner y Jean Dubuffet entre otros.
Su colección de fotografías se inició en 1968 con una exposición titulada L'Oeil objectif y la participación de Denis Brihat, Lucien Clergue, Jean-Pierre Sudre y Robert Doisneau. A partir de ese momento realizó inversiones en fotografía antigua como los álbumes de Hippolythe Bayard, Henri Le Secq y Robert Demachy y en obras de la mitad del siglo XX.
También dispone de una biblioteca especializada.